# Svenska kongomissionen

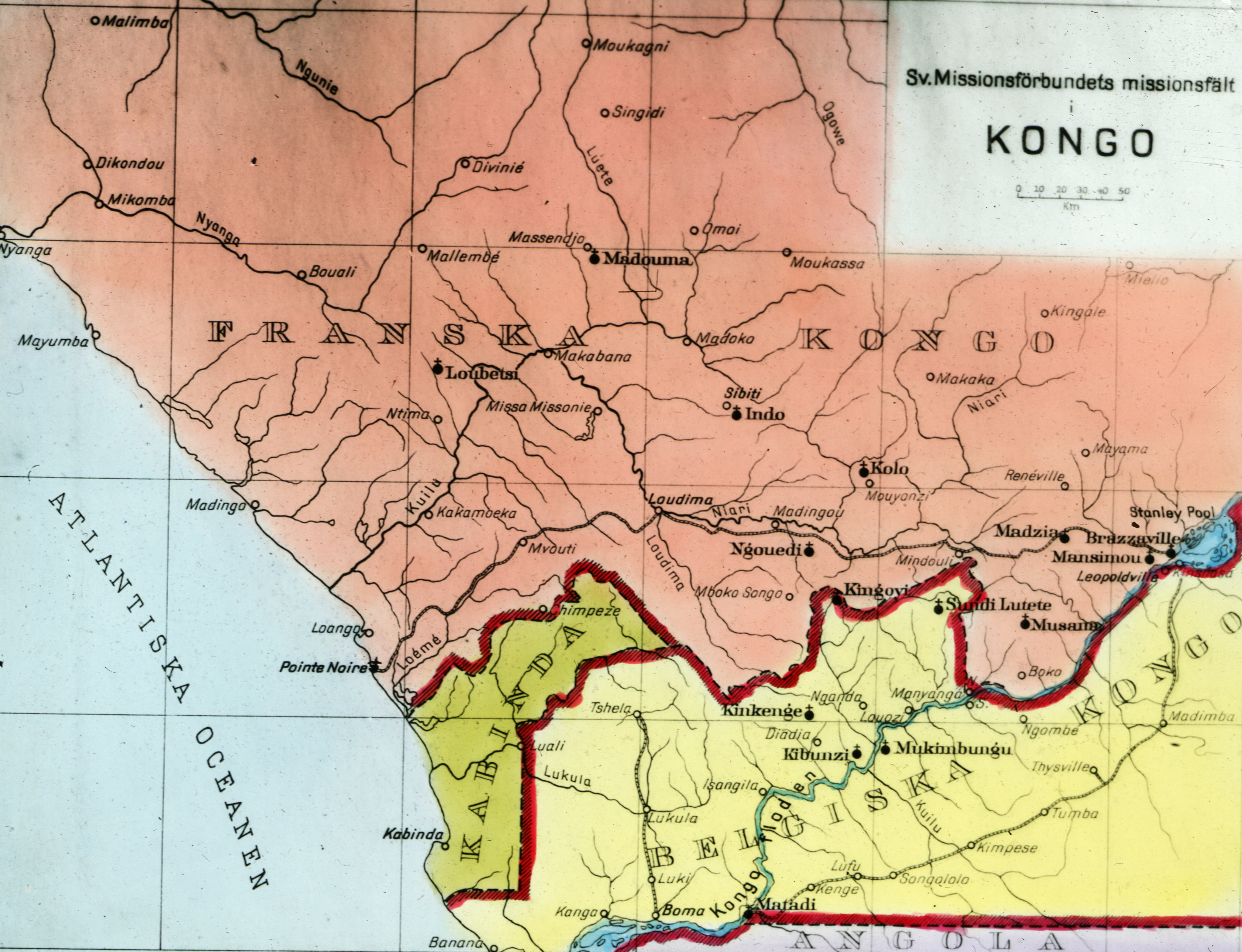
Svenska missionsförbundets stationer i Nedre Kongo, Belgiska Kongo och Franska Kongo.

Svenska kongomissionen är Svenska missionsförbundets (SMF) missionsfält i Nedre Kongo. Det är en verksamhet för kristen mission i området som har bedrivits sedan 1881. Under de inledande åren 1881-1911 sändes över 100 missionärer till Nedre Kongo inklusive de södra delarna av Franska Kongo, och drygt 10 missionsstationer grundades, flera av dem med skolor och sjukhus. Även boktryckeri, hantverksskolor och ett museum startades. Missionärerna arbetade bland annat med att utarbeta ett skriftspråk för kikongo och att översätta Bibeln till detta språk. Under de år som följde grundades ytterligare stationer. I Riksarkivet finns arkivmaterial från åtminstone 21 olika missionsstationer.

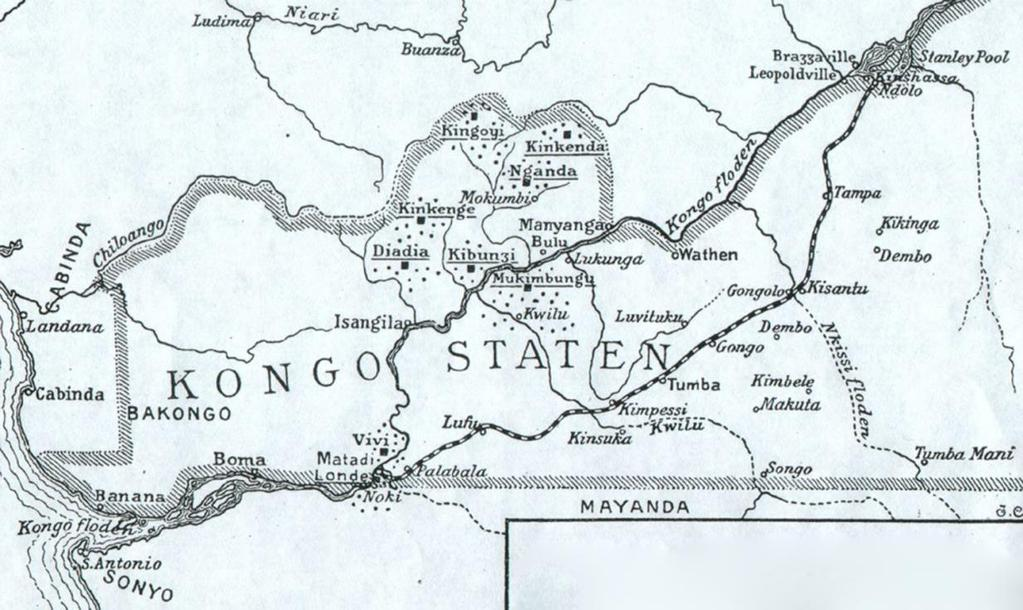
Svenska missionsförbundets stationer i Kongostaten, nedre Kongo, 1908.

Det var inte bara svenska missionärer som åkte till Kongo. Flera kongolesiska evangelister kom till Sverige. Efterhand har verksamheten minskat och mycket har övertagits av den Evangeliska kyrkan i Kongo, Kongo-Brazzaville, Evangeliska Samfundet i Kongo, Kongo-Kinshasa och lokala samfund. Men SMF har fortsatt sitt arbete i både Kongo-Brazzaville och Kongo-Kinshasa efter självständigheten 1961. Det finns fortfarande ett nära samarbete mellan det nya samfundet Equmeniakyrkan och systerkyrkorna i de båda Kongostaterna.

## Kongomissionens födelse och etablering
Svenska missionsförbundet (senare Svenska missionskyrkan) hade redan vid bildandet 1878 ambitionen att hitta ett lämpligt område för den yttre missionen. Evangeliska Fosterlandsstiftelsen hade sedan tidigare erfarenhet av mission i Afrika men det hade blivit mycket dyrt och flera missionärer hade dött. Samtidigt var det många missionärer som menade att det var viktigt att ha en mission i just Afrika. Många utländska missionärer hade redan många års erfarenhet av mission i Afrika. Genom Henry Morton Stanleys expedition 1874-1877 från Zanzibar till Kongoflodens mynning fanns det ett stort intresse för Kongo. Livingstone Inland Mission bildades i London och 1878 sände de ut de första protestantiska missionärerna till Kongo. Svenska missionsförbundet beslöt 1880 att påbörja mission i Kongo och ett samarbete inleddes med Livingstone Inland Mission. Carl Johan Engvall blev den första svenska missionären som kom till Kongo i augusti 1881. Missionen blev självständig 1884 efter flera års samarbete med Livingstone Inland Mission.

### Första stationen - Mukimbungu
De svenska missionärerna i Kongo tog 1886 över missionsstationen vid Mukimbungu i nuvarande Kongo-Central från Livingstone Inland Mission. Det här blev SMF:s första missionsstation. Stationen hade anlagts 1882 av missionärerna Peter Fredriksen och Joseph Clark. Strax senare samma år kom de svenska missionärerna Nils Westlind och Karl Johan Pettersson till Kongo för första gången och de inledde sitt missionsarbete vid stationen i Mukimbungu.
1939 överlämnades Mukimbungu till Amerikanska baptistsamfundet. Men de amerikanska missionärerna flyttade aldrig till Mukimbungu och många av byggnaderna förföll. En egen församling bildades 1979. År 2001 inleddes ett vänförsamlingsarbete mellan Mukimbungu och missionsförsamlingarna i Rimforsa, Skeda och Södra Vi samt Kisa frikyrkoförsamling i Östergötland.

### Fler stationer grundas
År 1900 hade Svenska missionsförbundet låtit etablera ytterligare sex missionsstationer i Fristaten Kongo. Dessa var Kibunzi (1888-1961), Diadia (1888-1906), Kingoyi (1889-1961), Nganda (1890-1913), Matadi (1892-1961, hette Londe fram till 1926, väldigt nära, strax norr om, ligger Vivi) och Kinkenge (1897-1961). När Fristaten övergått i Belgiska Kongo (1908-1960) fortsatte man att anlägga missionsstationer, bland annat Sundi-Lutete (1924).  
Missionärerna hade även gjort många rekognoseringsresor i Franska Kongo och från 1909 hade man tillstånd att etablera stationer även där. Sex år senare hade flera stationer etablerats där, bland annat Madzia missionsstation (1909), Musana (1910), Brazzaville (1911),  Kolo (1916), Indo (1918), Loubetsi (1922), Mansimou (1925), Madouma (1929), Ngouedi (1930), Pointe Noire (1933), Zanaga (1937), Dolisie (Loubomo) (1938) och Okoyo (1977). Två stationer i nuvarande Kongo-Kinshasa, Diadia och Nganda, hade övergetts av olika skäl. År 1915, hade totalt 150 svenska missionärer tagit sig till Kongo och 61 var kvar i tjänst. Missionärerna avskildes vid förbundets årliga generalkonferens och utsändes i regel för en period på tre år. Mellan dessa perioder återvände de till Sverige för att vila upp sig. 

## Samverkan med andra och överlåtelse
I missionsförbundets årsberättelser rapporterade missionärerna om sin verksamhet. De sade sig vara motarbetade av katoliker och de oroade sig för att väckelserörelser utvecklades till revoltrörelser, som till exempel Ngounzarörelsen och Kimbanguismen. Men verksamheten fortsatte och nya stationer etablerades. Efter hand som kraven på självständighet ökade påbörjades också förberedelser för ett decentraliserat församlingsarbete med afrikanska pastorer. År 1961 överlät SMF koncessioner, tomter, kyrkor och skolor till Evangeliska kyrkan i Kongo. Myndigheterna ville utvisa alla svenskar men efter förhandlingar tilläts de stanna.